# Ластовський Борис Мартинович
Ластовський Борис Мартинович (?, Київська губернія, Російська імперія — ?) — старшина Дієвої Армії УНР.

## Біографія
Народився на Київщині.
Станом на 1 січня 1910 року — штабс-капітан 17-го піхотного Архангелогородського полку (у місті Житомир), у складі якого брав участь у Першій світовій війні. Був нагороджений Георгіївською зброєю (за бій 22 квітня 1915 року). Останнє звання у російській армії — полковник.
У 1919 році — начальник базисного складу Головного управління постачання Військового міністерства УНР. З 25 серпня 1919 року до жовтня 1919 року — начальник загального відділу управління 2-го помічника Військового міністра УНР у справах постачання.
Подальша доля невідома.